# Bagdad (Arizona)
Der Census-designated place Bagdad liegt im Yavapai County im US-Bundesstaat Arizona. Das U.S. Census Bureau hat bei der Volkszählung 2020 eine Einwohnerzahl von 1.932 ermittelt.

## Lage
Der Ort liegt am Bridle Creek. Die nächste Stadt ist Prescott. In Bagdad beginnt die Arizona State Route 96.

## Geschichte
Durch die Eröffnung einer Kupfermine im Jahr 1882 war der Aufschwung dieser Ortschaft nicht aufzuhalten. 1973 schloss die Cyprus Mines Corporation die Tore der Kupfermine für immer.

## Söhne und Töchter der Stadt
- David R. Heinz (* 1956), US Marine Corps Brigade General.